# Japan Open 2004
Die Japan Open 2004 im Badminton fanden vom 6. bis zum 11. April 2004 statt. Veranstaltungsort war die Kokuritsu Yoyogi Kyōgijō in Shibuya, Tokio.

## Sieger und Platzierte
| Disziplin    | Gold                       | Silber                                  | Bronze                          |
| ------------ | -------------------------- | --------------------------------------- | ------------------------------- |
| Herreneinzel | Ronald Susilo              | Bao Chunlai                             | Lin Dan                         |
| Herreneinzel | Ronald Susilo              | Bao Chunlai                             | Park Tae-sang                   |
| Dameneinzel  | Mia Audina                 | Gong Ruina                              | Zhou Mi                         |
| Dameneinzel  | Mia Audina                 | Gong Ruina                              | Zhang Ning                      |
| Herrendoppel | Ha Tae-kwon Kim Dong-moon  | Cai Yun Fu Haifeng                      | Eng Hian Flandy Limpele         |
| Herrendoppel | Ha Tae-kwon Kim Dong-moon  | Cai Yun Fu Haifeng                      | Alvent Yulianto Luluk Hadiyanto |
| Damendoppel  | Lee Kyung-won Ra Kyung-min | Wei Yili Zhao Tingting                  | Yang Wei Zhang Jiewen           |
| Damendoppel  | Lee Kyung-won Ra Kyung-min | Wei Yili Zhao Tingting                  | Cheng Wen-hsing Chien Yu-chin   |
| Mixed        | Vita Marissa Nova Widianto | Sudket Prapakamol Saralee Thungthongkam | Jens Eriksen Mette Schjoldager  |
| Mixed        | Vita Marissa Nova Widianto | Sudket Prapakamol Saralee Thungthongkam | Chen Qiqiu Zhao Tingting        |

## Finalergebnisse
| Disziplin    | Sieger                     | Finalist                                | Ergebnis         |
| ------------ | -------------------------- | --------------------------------------- | ---------------- |
| Herreneinzel | Ronald Susilo              | Bao Chunlai                             | 15-13, 15-6      |
| Dameneinzel  | Mia Audina                 | Gong Ruina                              | 7-11, 11-7, 11-7 |
| Herrendoppel | Ha Tae-kwon Kim Dong-moon  | Cai Yun Fu Haifeng                      | 15-7, 6-15, 15-6 |
| Damendoppel  | Ra Kyung-min Lee Kyung-won | Wei Yili Zhao Tingting                  | 15-6, 5-15, 15-1 |
| Mixed        | Nova Widianto Vita Marissa | Sudket Prapakamol Saralee Thungthongkam | 15-10, 15-13     |

## Ergebnisse

### Herreneinzel Qualifikation
- Kennevic Asuncion –  Pei Wei Chung: 15-9 / 15-3
- Kenta Kazuno –  Charles Pyne: 15-11 / 15-5
- Enkhbat Olonbayar –  Clemens Michael Smola: 15-9 / 15-1
- Shinji Shinkai –  Jadamba Gerel-Erdene: 15-2 / 15-1
- Yusuke Shinkai –  Bo Rafn: 15-10 / 15-12
- Zhu Weilun –  Keishi Kawaguchi: 15-3 / 15-6
- Shinya Ohtsuka –  Stanislav Pukhov: 15-10 / 6-15 / 15-1
- Naoki Kawamae –  Raju Rai: 15-13 / 15-3
- Poompat Sapkulchananart –  Salim Sameon: 04. Jun
- Simon Santoso –  Masahiro Nagahara: 15-7 / 15-6
- Andrew Smith –  Gerald Ho Hee Teck: 15-4 / 15-0
- Kenta Kazuno –  Kennevic Asuncion: 15-9 / 15-13
- Koichi Saeki –  Enkhbat Olonbayar: 15-2 / 15-0
- Hiroshi Shimizu –  Shinji Shinkai: 15-13 / 15-12
- Yusuke Shinkai –  Batkhurel Ochirpurev: 15-1 / 15-1
- Zhu Weilun –  Shinya Ohtsuka: 15-17 / 15-7 / 15-13
- Poompat Sapkulchananart –  Naoki Kawamae: 15-10 / 15-3
- Simon Santoso –  Marc Zwiebler: 15-11 / 15-3
- Andrew Smith –  Kazuteru Kozai: 8-15 / 15-8 / 15-1

### Herreneinzel
- Sony Dwi Kuncoro –  Nabil Lasmari: 15-7 / 15-6
- Shoji Sato –  Poompat Sapkulchananart: 15-5 / 15-2
- Peter Gade –  Pedro Yang: 15-3 / 15-2
- Agus Hariyanto –  Zhu Weilun: 17-15 / 15-9
- Roslin Hashim –  Yohan Hadikusumo Wiratama: 15-5 / 15-10
- Koichi Saeki –  Chien Yu-hsiu: 15-5 / 15-3
- Chen Yu  –  Björn Joppien: 15-2 / 15-11
- Muhammad Hafiz Hashim –  Simon Santoso: 15-10 / 7-15 / 15-4
- Jens Roch –  Nikhil Kanetkar: 12-15 / 15-13 / 9-0
- Niels Christian Kaldau –  Ng Wei: 10-15 / 15-12 / 15-12
- Yusuke Shinkai –  Stuart Brehaut: 15-10 / 15-11
- Ronald Susilo –  Yousuke Nakanishi: 15-8 / 15-4
- Park Tae-sang –  Sergio Llopis: 15-13 / 15-10
- Anders Boesen –  Richard Vaughan: 15-9 / 15-3 / 15-0
- Dicky Palyama –  Hiroshi Shimizu: 15-13 / 15-0
- Park Sung-hwan –  Lee Chong Wei: 15-11 / 11-15 / 17-16
- Lin Dan –  Andrew Smith: 15-2 / 15-6
- Sony Dwi Kuncoro –  Shoji Sato: 15-2 / 15-7
- Xia Xuanze –  Yuichi Ikeda: 15-11 / 15-8
- Peter Gade –  Agus Hariyanto: 11-15 / 15-4 / 15-8
- Lee Hyun-il –  Kenta Kazuno: 15-8 / 15-5
- Roslin Hashim –  Koichi Saeki: 15-6 / 15-1
- Bao Chunlai –  Boonsak Ponsana: 15-5 / 10-15 / 15-3
- Muhammad Hafiz Hashim –  Chen Yu: 12-15 / 15-11 / 15-5
- Niels Christian Kaldau –  Jens Roch: 6-15 / 15-11 / 15-6
- Shon Seung-mo –  Toru Matsumoto: 15-6 / 15-8
- Ronald Susilo –  Yusuke Shinkai: 15-3 / 15-3
- Wong Choong Hann –  Yeoh Kay Bin: 15-7 / 17-16
- Park Tae-sang –  Anders Boesen: 15-8 / 17-16
- Kenneth Jonassen –  Rasmus Wengberg: 15-6 / 15-1
- Dicky Palyama –  Park Sung-hwan: 15-9 / 15-12
- Chen Hong –  Przemysław Wacha: 15-6 / 15-3
- Lin Dan –  Sony Dwi Kuncoro: 15-9 / 15-1
- Peter Gade –  Xia Xuanze: 15-7 / 15-12
- Roslin Hashim –  Lee Hyun-il: 15-7 / 15-11
- Bao Chunlai –  Muhammad Hafiz Hashim: 15-10 / 15-10
- Shon Seung-mo –  Niels Christian Kaldau: 15-9 / 15-1
- Ronald Susilo –  Wong Choong Hann: 15-10 / 15-5
- Park Tae-sang –  Kenneth Jonassen: 15-10 / 15-6
- Chen Hong –  Dicky Palyama: 15-6 / 15-4
- Lin Dan –  Peter Gade: 7-15 / 15-9 / 15-9
- Bao Chunlai –  Roslin Hashim: 15-5 / 15-9
- Ronald Susilo –  Shon Seung-mo: 15-6 / 6-15 / 15-0
- Park Tae-sang –  Chen Hong: 15-11 / 10-15 / 15-10
- Bao Chunlai –  Lin Dan: 15-13 / 15-10
- Ronald Susilo –  Park Tae-sang: 13-15 / 15-10 / 15-11
- Ronald Susilo –  Bao Chunlai: 15-13 / 15-6

### Dameneinzel Qualifikation
- Woon Sze Mei –  Lenny Permana: 11-10 / 11-8
- Dai Yun –  Yoshimi Hataya: 11-5 / 11-1
- Cheng Shao-chieh –  Charmaine Reid: 11-9 / 11-2
- Chien Yu-chin –  Dolores Marco: 11-13 / 11-8 / 11-6
- Silvi Antarini –  Tomoka Yoshioka: 11-9 / 11-0
- Mihoko Matsuo –  Mesinee Mangkalakiri: 11-0 / 11-1
- Aparna Popat –  Agnese Allegrini: 11-1 / 11-5
- Julia Mann –  Ella Diehl: 11-8 / 11-4
- Tomomi Matsuda –  Denyse Julien: 11-8 / 11-0
- Tomoko Koyanagi –  Woon Sze Mei: 11-8 / 11-5
- Maiko Ichimiya –  Siu Ching Man: 11-6 / 11-5
- Dai Yun –  Wong Mew Choo: 11-7 / 11-2
- Nozomi Kametani –  Yu Hirayama: 11-7 / 3-11 / 11-7
- Seo Yoon-hee –  Cheng Shao-chieh: 11-9 / 11-2
- Kaori Imabeppu –  Kennie Asuncion: 13-10 / 11-3
- Chien Yu-chin –  Miyo Akao: 11-9 / 11-0
- Ling Wan Ting –  Nadieżda Zięba: 13-10 / 11-2
- Kyoko Komuro –  Silvi Antarini: 11-8 / 11-8
- Chie Umezu –  Jody Patrick: 11-0 / 11-6
- Mihoko Matsuo –  Nigella Saunders: 11-1 / 11-2
- Salakjit Ponsana –  Kamila Augustyn: 11-1 / 11-0
- Eriko Hirose –  Eri Kobiyama: 11-3 / 11-1
- Aparna Popat –  Julia Mann: 3-11 / 11-2 / 11-2
- Tomoko Koyanagi –  Tomomi Matsuda: 10-13 / 11-2 / 11-1
- Dai Yun –  Maiko Ichimiya: 11-3 / 11-6
- Seo Yoon-hee –  Nozomi Kametani: 11-1 / 11-2
- Kaori Imabeppu –  Chien Yu-chin: 11-1 / 11-1
- Ling Wan Ting –  Kyoko Komuro: 6-11 / 11-7 / 11-7
- Chie Umezu –  Mihoko Matsuo: 11-3 / 11-2
- Eriko Hirose –  Salakjit Ponsana: 11-4 / 11-5

### Dameneinzel
- Gong Ruina –  Kanako Yonekura: 11-7 / 11-6
- Karina de Wit –  Kaori Imabeppu: 11-5 / 11-0
- Wang Chen –  Dai Yun: 11-2 / 11-6
- Chie Umezu –  Petra Overzier: 11-8 / 11-6
- Zhang Ning –  Kelly Morgan: 11-3 / 8-11 / 11-3
- Miho Tanaka –  Tomoko Koyanagi: 11-1 / 11-4
- Nicole Grether –  Camilla Martin: 11-2 / 13-11
- Yao Jie –  Anu Nieminen: 11-9 / 11-3
- Aparna Popat –  Tracey Hallam: 11-5 / 11-8
- Kaori Mori –  Tatiana Vattier: 13-10 / 11-1
- Xu Huaiwen –  Tine Baun: 11-5 / 11-0
- Mia Audina –  Seo Yoon-hee: 11-3 / 11-1
- Jun Jae-youn –  Marina Andrievskaia: 11-7 / 11-5
- Xie Xingfang –  Judith Meulendijks: 11-8 / 11-9
- Ling Wan Ting –  Juliane Schenk: 3-11 / 13-12 / 11-9
- Zhou Mi –  Eriko Hirose: 11-5 / 9-11 / 11-8
- Gong Ruina –  Karina de Wit: 11-6 / 11-1
- Wang Chen –  Chie Umezu: 11-6 / 11-4
- Zhang Ning –  Miho Tanaka: 11-6 / 11-5
- Nicole Grether –  Yao Jie: 3-11 / 13-12 / 11-5
- Kaori Mori –  Aparna Popat: 11-6 / 11-7
- Mia Audina –  Xu Huaiwen: 11-6 / 11-9
- Jun Jae-youn –  Xie Xingfang: 11-4 / 11-9
- Zhou Mi –  Ling Wan Ting: 11-6 / 11-2
- Gong Ruina –  Wang Chen: 11-7 / 11-8
- Zhang Ning –  Nicole Grether: 11-6 / 11-2
- Mia Audina –  Kaori Mori: 11-7 / 11-6
- Zhou Mi –  Jun Jae-youn: 11-3 / 11-6
- Gong Ruina –  Zhang Ning: 1-0 / 11-6
- Mia Audina –  Zhou Mi: 11-4 / 2-11 / 11-4
- Mia Audina –  Gong Ruina: 7-11 / 11-7 / 11-7

### Herrendoppel Qualifikation
- Lee Sung-yuan /  Lin Wei-hsiang –  Shuichi Nakao /  Shuichi Sakamoto: 8-15 / 15-11 / 15-9
- Robert Blair /  Daniel Shirley –  Keisuke Kawaguchi /  Takao Yone: 15-1 / 15-4
- Norio Imai /  Teruyuki Sawada –  Batkhurel Ochirpurev /  Enkhbat Olonbayar: 15-2 / 15-1
- Kristof Hopp /  Thomas Tesche –  Takuya Katayama /  Yuzo Kubota: 15-12 / 17-15
- Gan Teik Chai /  Koo Kien Keat –  Shinji Ohta /  Hiroyuki Yamaguchi: 15-11 / 15-7
- Mike Beres /  Philippe Bourret –  Ashley Brehaut /  Travis Denney: 15-13 / 15-13
- Wang Wei /  Zhang Jun –  Toshiaki Kuroda /  Yusuke Nakao: 15-5 / 15-9
- Robert Blair /  Daniel Shirley –  Lee Sung-yuan /  Lin Wei-hsiang: 15-11 / 15-2
- Keishi Kawaguchi /  Toru Matsumoto –  Norio Imai /  Teruyuki Sawada: 15-11 / 15-6
- Mineo Iwawaki /  Masahiro Tsuchida –  Kristof Hopp /  Thomas Tesche: 15-10 / 11-15 / 15-3
- Gan Teik Chai /  Koo Kien Keat –  Naoki Kawamae /  Yusuke Shinkai: 15-3 / 13-15 / 15-7
- Chien Yu-hsun /  Huang Shih-chung –  Takanori Aoki /  Keisuke Kida: 15-6 / 15-4
- Mike Beres /  Philippe Bourret –  Yuichi Ikeda /  Shinji Shinkai: 15-13 / 15-9
- Wang Wei /  Zhang Jun –  Masahiko Kinoshita /  Masayuki Sakai: 10-15 / 15-3 / 15-8
- Tsai Chia-hsin /  Tseng Chung-lin –  Shinya Tateda /  Yohei Yamashita: 15-6 / 15-5

### Herrendoppel
- Lars Paaske /  Jonas Rasmussen –  Mike Beres /  Philippe Bourret: 15-6 / 15-10
- Robert Blair /  Daniel Shirley –  Kim Yong-hyun /  Yim Bang-eun: 15-4 / 15-10
- Eng Hian /  Flandy Limpele –  Mathias Boe /  Michael Lamp: 15-6 / 15-7
- Liu Kwok Wa /  Albertus Susanto Njoto –  Michał Łogosz /  Robert Mateusiak: 7-15 / 15-12 / 15-4
- Cai Yun /  Fu Haifeng –  Gan Teik Chai /  Koo Kien Keat: 15-6 / 15-8
- Chan Chong Ming /  Chew Choon Eng –  José Antonio Crespo /  Sergio Llopis: 15-7 / 15-6
- Lee Dong-soo /  Yoo Yong-sung –  Tsai Chia-hsin /  Tseng Chung-lin: 15-8 / 15-13
- Patapol Ngernsrisuk /  Sudket Prapakamol –  Howard Bach /  Kevin Han: 15-13 / 15-10
- Sigit Budiarto /  Tri Kusharyanto –  Keita Masuda /  Tadashi Ohtsuka: 15-2 / 15-10
- Choong Tan Fook /  Lee Wan Wah –  Keishi Kawaguchi /  Toru Matsumoto: 15-12 / 15-3
- Alvent Yulianto /  Luluk Hadiyanto –  Stanislav Pukhov  /  Nikolai Sujew: 15-9 / 15-11
- Jens Eriksen /  Martin Lundgaard Hansen –  Wang Wei /  Zhang Jun: 15-6 / 15-11
- Chien Yu-hsun /  Huang Shih-chung –  Mineo Iwawaki /  Masahiro Tsuchida: 10-15 / 15-6 / 15-3
- Halim Haryanto /  Candra Wijaya –  Sang Yang /  Zheng Bo: 8-15 / 15-2 / 15-3
- Chen Qiqiu /  Cheng Rui –  Anthony Clark /  Nathan Robertson: 15-17 / 15-9 / 15-9
- Ha Tae-kwon /  Kim Dong-moon –  Tesana Panvisavas /  Pramote Teerawiwatana: 15-8 / 15-5
- Lars Paaske /  Jonas Rasmussen –  Robert Blair /  Daniel Shirley: 15-8 / 17-16
- Eng Hian /  Flandy Limpele –  Liu Kwok Wa /  Albertus Susanto Njoto: 15-10 / 15-9
- Cai Yun /  Fu Haifeng –  Chan Chong Ming /  Chew Choon Eng: 15-8 / 15-3
- Lee Dong-soo /  Yoo Yong-sung –  Patapol Ngernsrisuk /  Sudket Prapakamol: 15-4 / 15-10
- Sigit Budiarto /  Tri Kusharyanto –  Choong Tan Fook /  Lee Wan Wah: 5-15 / 17-16 / 15-12
- Alvent Yulianto /  Luluk Hadiyanto –  Jens Eriksen /  Martin Lundgaard Hansen: 15-7 / 15-10
- Halim Haryanto /  Candra Wijaya –  Chien Yu-hsun /  Huang Shih-chung: 15-5 / 15-6
- Ha Tae-kwon /  Kim Dong-moon –  Chen Qiqiu /  Cheng Rui: 15-10 / 15-2
- Eng Hian /  Flandy Limpele –  Lars Paaske /  Jonas Rasmussen: 5-15 / 15-4 / 15-10
- Cai Yun /  Fu Haifeng –  Lee Dong-soo /  Yoo Yong-sung: 15-10 / 15-3
- Alvent Yulianto /  Luluk Hadiyanto –  Sigit Budiarto /  Tri Kusharyanto: 15-6 / 15-7
- Ha Tae-kwon /  Kim Dong-moon –  Halim Haryanto /  Candra Wijaya: 15-5 / 13-15 / 15-4
- Cai Yun /  Fu Haifeng –  Eng Hian /  Flandy Limpele: 15-8 / 15-11
- Ha Tae-kwon /  Kim Dong-moon –  Alvent Yulianto /  Luluk Hadiyanto: 15-9 / 15-9
- Ha Tae-kwon /  Kim Dong-moon –  Cai Yun /  Fu Haifeng: 15-7 / 6-15 / 15-6

### Damendoppel Qualifikation
- Aki Akao /  Tomomi Matsuda –  Elena Shimko /  Marina Yakusheva: 15-11 / 15-12
- Izumi Honda /  Chihiro Miura –  Fong Chew Yen /  Ooi Sock Ai: 12-15 / 15-4 / 15-9
- Eny Erlangga /  Liliyana Natsir –  Yuko Kanamori /  Mizuho Muramatsu: 15-7 / 15-11
- Mikako Naganawa /  Naoko Ogawa –  Satoko Maruoka /  Ikue Tatani: 15-4 / 15-2
- Rie Ichihashi /  Eri Kobiyama –  Jane Crabtree /  Kate Wilson-Smith: 15-4 / 15-7
- Yasuyo Imabeppu /  Noriko Okuma –  Ekaterina Ananina /  Irina Ruslyakova: 15-2 / 15-9

### Damendoppel
- Rie Ichihashi /  Eri Kobiyama –  Helen Nichol /  Charmaine Reid: 15-13 / 15-5
- Cheng Wen-hsing /  Chien Yu-chin –  Jo Novita /  Lita Nurlita: 15-13 / 13-15 / 15-1
- Wei Yili /  Zhao Tingting –  Yasuyo Imabeppu /  Noriko Okuma: 15-3 / 15-5
- Yoshiko Iwata /  Miyuki Tai –  Izumi Honda /  Chihiro Miura: 15-6 / 15-8
- Chikako Nakayama /  Keiko Yoshitomi –  Pernille Harder /  Mette Schjoldager: 15-4 / 15-10
- Kumiko Ogura /  Reiko Shiota –  Kirsteen McEwan /  Rita Yuan Gao: 15-3 / 17-14
- Ella Tripp /  Joanne Nicholas –  Aki Akao /  Tomomi Matsuda: 15-6 / 15-7
- Ann-Lou Jørgensen /  Rikke Olsen –  Chang Yun-ju /  Yang Chia-chen: 17-15 / 6-15 / 15-10
- Sathinee Chankrachangwong /  Saralee Thungthongkam –  Kamila Augustyn /  Nadieżda Zięba: 15-11 / 15-0
- Lee Kyung-won /  Ra Kyung-min –  Nicole Grether /  Juliane Schenk: 15-9 / 15-5
- Eny Erlangga /  Liliyana Natsir –  Louisa Koon Wai Chee /  Li Wing Mui: 15-8 / 15-11
- Seiko Yamada /  Shizuka Yamamoto –  Mia Audina /  Lotte Jonathans: 15-9 / 16-17 / 15-11
- Zhang Dan /  Zhang Yawen –  Felicity Gallup /  Joanne Muggeridge: 15-6 / 15-0
- Yang Wei /  Zhang Jiewen –  Natalie Munt /  Sara Runesten-Petersen: 15-11 / 15-4
- Mikako Naganawa /  Naoko Ogawa –  Gao Ling /  Huang Sui: w.o.
- Ai Hirayama /  Akiko Nakashima –  Hwang Yu-mi /  Lee Hyo-jung: w.o.
- Mikako Naganawa /  Naoko Ogawa –  Rie Ichihashi /  Eri Kobiyama: 15-5 / 15-4
- Wei Yili /  Zhao Tingting –  Yoshiko Iwata /  Miyuki Tai: 15-10 / 15-2
- Kumiko Ogura /  Reiko Shiota –  Chikako Nakayama /  Keiko Yoshitomi: 10-15 / 15-13 / 15-13
- Ann-Lou Jørgensen /  Rikke Olsen –  Ella Tripp /  Joanne Nicholas: 15-6 / 15-10
- Lee Kyung-won /  Ra Kyung-min –  Sathinee Chankrachangwong /  Saralee Thungthongkam: 15-1 / 17-14
- Seiko Yamada /  Shizuka Yamamoto –  Eny Erlangga /  Liliyana Natsir: 15-5 / 11-15 / 15-9
- Yang Wei /  Zhang Jiewen –  Zhang Dan /  Zhang Yawen: 15-5 / 8-6
- Cheng Wen-hsing /  Chien Yu-chin –  Ai Hirayama /  Akiko Nakashima: w.o.
- Cheng Wen-hsing /  Chien Yu-chin –  Mikako Naganawa /  Naoko Ogawa: 15-8 / 15-8
- Wei Yili /  Zhao Tingting –  Kumiko Ogura /  Reiko Shiota: 15-3 / 15-4
- Lee Kyung-won /  Ra Kyung-min –  Ann-Lou Jørgensen /  Rikke Olsen: 15-8 / 11-15 / 15-3
- Yang Wei /  Zhang Jiewen –  Seiko Yamada /  Shizuka Yamamoto: 15-8 / 15-10
- Wei Yili /  Zhao Tingting –  Cheng Wen-hsing /  Chien Yu-chin: 17-15 / 15-11
- Lee Kyung-won /  Ra Kyung-min –  Yang Wei /  Zhang Jiewen: 15-3 / 15-3
- Lee Kyung-won /  Ra Kyung-min –  Wei Yili /  Zhao Tingting: 15-6 / 5-15 / 15-1

### Mixed Qualifikation
- Liu Kwok Wa /  Louisa Koon Wai Chee –  Miho Matsuda /  Noriaki Miyata: 10-15 / 15-11 / 15-11
- Liu Kwok Wa /  Louisa Koon Wai Chee –  Megumi Hikichi /  Daisuke Yamashita: 13-15 / 15-8 / 15-1
- Kennevic Asuncion /  Kennie Asuncion –  Yuji Mikami /  Mao Kurokawa: 15-5 / 15-12
- Anthony Clark /  Kirsteen McEwan –  Shuichi Sakamoto /  Noriko Okuma: 15-4 / 15-5
- Gan Teik Chai /  Fong Chew Yen –  Donal O’Halloran /  Bing Huang: 15-8 / 12-15 / 15-10
- Charles Pyne /  Nigella Saunders –  Raju Rai /  Mesinee Mangkalakiri: 15-11 / 9-15 / 15-11
- Nikolai Sujew /  Marina Yakusheva –  Ashley Brehaut /  Jane Crabtree: 15-6 / 15-7

### Mixed
- Chris Bruil /  Lotte Jonathans –  José Antonio Crespo /  Dolores Marco: 15-4 / 15-4
- Jens Eriksen /  Mette Schjoldager –  Daniel Shirley /  Sara Runesten-Petersen: 13-15 / 15-10 / 15-10
- Björn Siegemund /  Nicol Pitro –  Tsai Chia-hsin /  Cheng Wen-hsing: 15-10 / 15-4
- Nathan Robertson /  Gail Emms –  Wang Wei /  Zhang Jiewen: 8-15 / 15-9 / 15-6
- Liu Kwok Wa /  Louisa Koon Wai Chee –  Michael Lamp /  Ann-Lou Jørgensen: 6-15 / 15-8 / 15-12
- Nova Widianto /  Vita Marissa –  Lars Paaske /  Pernille Harder: 17-15 / 15-4
- Nikolai Sujew /  Marina Yakusheva –  Philippe Bourret /  Denyse Julien: 15-12 / 15-1
- Anggun Nugroho /  Eny Widiowati –  Fredrik Bergström /  Johanna Persson: 15-12 / 7-15 / 15-6
- Chen Qiqiu /  Zhao Tingting –  Mike Beres /  Jody Patrick: 15-7 / 15-2
- Kristof Hopp /  Kathrin Piotrowski –  Albertus Susanto Njoto /  Li Wing Mui: 15-9 / 15-6
- Jonas Rasmussen /  Rikke Olsen –  Gan Teik Chai /  Fong Chew Yen: 15-4 / 15-6
- Cheng Rui /  Zhang Yawen –  Travis Denney /  Kate Wilson-Smith: 15-11 / 15-5
- Sudket Prapakamol /  Saralee Thungthongkam –  Anthony Clark /  Kirsteen McEwan: 15-9 / 15-2
- Robert Blair /  Natalie Munt –  Kennevic Asuncion /  Kennie Asuncion: 7-15 / 15-13 / 15-5
- Kim Yong-hyun /  Lee Hyo-jung –  Charles Pyne /  Nigella Saunders: 15-4 / 15-0
- Chris Bruil /  Lotte Jonathans –  Tadashi Ohtsuka /  Shizuka Yamamoto: 15-1 / 8-15 / 15-11
- Jens Eriksen /  Mette Schjoldager –  Björn Siegemund /  Nicol Pitro: 17-15 / 15-7
- Nathan Robertson /  Gail Emms –  Liu Kwok Wa /  Louisa Koon Wai Chee: 15-9 / 15-2
- Nova Widianto /  Vita Marissa –  Nikolai Sujew /  Marina Yakusheva: 15-6 / 15-8
- Chen Qiqiu /  Zhao Tingting –  Anggun Nugroho /  Eny Widiowati: 15-6 / 15-7
- Jonas Rasmussen /  Rikke Olsen –  Kristof Hopp /  Kathrin Piotrowski: 10-15 / 15-5 / 15-11
- Sudket Prapakamol /  Saralee Thungthongkam –  Cheng Rui /  Zhang Yawen: 15-13 / 11-15 / 15-10
- Kim Yong-hyun /  Lee Hyo-jung –  Robert Blair /  Natalie Munt: 12-15 / 15-12 / 15-9
- Jens Eriksen /  Mette Schjoldager –  Chris Bruil /  Lotte Jonathans: 15-4 / 15-4
- Nova Widianto /  Vita Marissa –  Nathan Robertson /  Gail Emms: 15-8 / 15-5
- Chen Qiqiu /  Zhao Tingting –  Jonas Rasmussen /  Rikke Olsen: 15-12 / 7-15 / 15-12
- Sudket Prapakamol /  Saralee Thungthongkam –  Kim Yong-hyun /  Lee Hyo-jung: 9-15 / 15-6 / 15-13
- Nova Widianto /  Vita Marissa –  Jens Eriksen /  Mette Schjoldager: 15-5 / 15-12
- Sudket Prapakamol /  Saralee Thungthongkam –  Chen Qiqiu /  Zhao Tingting: 9-15 / 15-2 / 15-2
- Nova Widianto /  Vita Marissa –  Sudket Prapakamol /  Saralee Thungthongkam: 15-10 / 15-13